# Броненосные крейсера типа «Баян»
Броненосные крейсера типа «Баян» — серия крейсеров Российского императорского флота из четырех единиц: «Баян», «Баян II», «Адмирал Макаров», «Паллада II». Строилась на протяжении 1899—1911 годов.

## Проектирование и постройка
Ввиду того, что русскому флоту на Дальнем Востоке предстояли операции вблизи побережья, где велика вероятность встречи с крупными силами противника, появилась идея создания крейсера с усиленным бронированием и повышенной живучестью за счёт уменьшения автономности и дальности плавания.
Проектное задание предусматривало:
- Предельное водоизмещение — 6700 т
- Корпус «нормального устройства», обшитый в подводной части деревом и медью
- Скорость 21 узел
- Дальность плавания до 7000-8000 миль со скоростью 10 узлов
- Два гребных винта
- Водотрубные котлы Бельвиля
- Карапасная броневая палуба и бортовая броня до верхней палубы
- Артиллерийское вооружение: 2х8", 8-10x6" и 20x3" пушек
- Возможность погонного и ретирадного огня из трёх орудий
- Броневая защита 8" и 6" орудий щитами круппированной стали, броневая защита части 3" орудий
- Три подводных минных аппарата — один носовой и два кормовых
- Один или два боевых марса
- Таранный форштевень

«Баян» заложили — 26 июня (8 июля) 1899 года.
После поражения в Русско-Японской войне Российский императорский флот оказался без действующей и распланированной судостроительной программы. При этом флот остро нуждался в пополнении поредевшего корабельного состава.
10 ноября 1904 года управляющий Морским министерством принял решение о постройке в Санкт-Петербурге крейсеров «улучшенного типа „Баян“» по чертежам головного крейсера серии — «Адмирал Макаров». Его постройка осуществлялась французской фирмой «Forges et Chantiers», которая передавала техническую документацию для постройки в России двух других кораблей — «Баян II» и «Паллада». Начало постройки крейсеров финансировалось кредитами, полученными Морским министерством для восполнения убыли корабельного состава Первой Тихоокеанской Эскадры после начала войны и первых потерь флота.

## Оценка проекта
Если первый «Баян» соответствовал своему времени, то заказ после Русско-японской войны трех крейсеров этого типа по «проекту вчерашнего дня», со слабым бронированием и особенно вооружением, недостаточной скоростью хода, являлся довольно опрометчивым шагом. Российский Императорский флот пополнился устаревшими еще «до рождения» кораблями с несоответствующими текущему времени ТТХ.